# Leonid Ivanovič Abalkin
Leonid Ivanovič Abalkin (rusky Леонид Иванович Абалкин, 5. května 1930 – 2. května 2011) byl sovětský ekonom a politik, stoupenec a propagátor ekonomické reformy v SSSR.

## Život
Patřil mezi přední sovětské ekonomy. V období perestrojky se podílel na přípravě projektu přechodu sovětského plánovaného hospodářství k regulovanému trhu. V letech 1989 až 1990 vedl vládní komisi pro ekonomickou reformu. Jeho návrhy ekonomické reformy byly kritizovány ze strany stranického aparátu, který se obával oslabení svých pozic, ale i ze strany zastánců radikálnějšího přechodu k tržnímu hospodářství. Do roku 2005 byl ředitelem Ekonomického institutu. Poté působil na Moskevské státní univerzitě.